# Neumann János szobra
Neumann János szobra (más néven Neumann János vízköpője) Wayne Chabre 1987-ben elkészült alkotása az Amerikai Egyesült Államok Oregon államának Eugene városában, az Oregoni Egyetem Deschutes épületének egyik erkélye mellett.
A Neumann János portréját ábrázoló alkotás 91×46×46 centiméteres, elkészítése 2500 dollárba került. A vízköpőt az erkély melletti homlokzaton helyezték el, a másik oldalon az Alan Turingot ábrázoló alkotás látható. 1993-ban a Smithsonian Intézet Save Outdoor Sculpture! programjában restaurálandónak ítélték.

## Fordítás
- Ez a szócikk részben vagy egészben  a   John von Neumann (sculpture) című angol Wikipédia-szócikk ezen változatának fordításán alapul.  Az eredeti cikk szerkesztőit annak laptörténete sorolja fel. Ez a jelzés csupán a megfogalmazás eredetét és a szerzői jogokat jelzi, nem szolgál a cikkben szereplő információk forrásmegjelöléseként.